# Entiatské pohoří
Entiatské pohoří (anglicky Entiat Mountains) se nachází v americkém státě Washington, západně od řeky Columbie, severně od řeky Wenatchee a jižně od řeky Entiat, a je částí Severních Kaskád, které patří do rozsáhlého Kaskádového pohoří. Pohoří je svislým směrem dlouhé a vodorovným úzké, od Chelanského pohoří ho na severovýchodě odděluje údolí řeky Entiat, na západě a jihu od Wenatchee Mountains řeka Wenatchee a její přítoky, jako např. řeka Chiwawa.
Entiatské pohoří se na jih rozprostírá až k řece Columbii, mezi ústími řek Entiat a Wenatchee. Severní konec pohoří se pak spojí se severním koncem Chelanského pohoří. Většina Entiatského pohoří se nachází ve Wenatcheejském národním lese. Severní část pohoří také patří do divočiny Glacier Peak.
Nejvyšším vrcholem pohoří je s 2 819 metry Mount Fernow, nad 2 700 metrů se dostávají také Seven Fingered Jack a Mount Maude. Všechny tři hory leží na severu pohoří, jelikož nejvyšší hory jižní části pohoří dosahují pouze 2 100 metrů nad mořem.
Pohoří dostalo své jméno po Indiánském kmeni Entiatů a mnoho jeho vrcholků pojmenoval topograf Albert H. Sylvester.